# Ludgo-Spelviks distrikt
Ludgo-Spelviks distrikt är ett distrikt i Nyköpings kommun och Södermanlands län. 
Distriktet ligger norr om Nyköping. 

## Tidigare administrativ tillhörighet
Distriktet inrättades 2016 och utgörs av socknarna Ludgo och Spelvik i Nyköpings kommun.
Området motsvarar den omfattning Ludgo-Spelviks församling hade 1999/2000 och fick 1992 när socknarnas församlingar slogs samman.